# Superbike-VM 1991
Superbike-VM 1991 var debutsäsong för Doug Polen, men amerikanen dominerade totalt, och tog hem förartiteln, samt Ducatis andra raka märkestitel.

## Delsegrare
| Datum        | Bana           | Vinnare          | Märke  | Vinnare          | Märke  |
| ------------ | -------------- | ---------------- | ------ | ---------------- | ------ |
| 1 april      | Donington Park | Doug Polen       | Ducati | Stéphane Mertens | Ducati |
| 28 april     | Jarama         | Doug Polen       | Ducati | Doug Polen       | Ducati |
| 2 juni       | Mosport Park   | Pascal Picotte   | Yamaha | Tom Kipp         | Yamaha |
| 9 juni       | Brainerd       | Doug Polen       | Ducati | Doug Polen       | Ducati |
| 30 augusti   | Österreichring | Stéphane Mertens | Ducati | Doug Polen       | Ducati |
| 4 augusti    | Misano         | Doug Polen       | Ducati | Doug Polen       | Ducati |
| 11 augusti   | Anderstorp     | Doug Polen       | Ducati | Doug Polen       | Ducati |
| 25 augusti   | Sugo           | Doug Polen       | Ducati | Doug Polen       | Ducati |
| 1 september  | Shah Alam      | Raymond Roche    | Ducati | Raymond Roche    | Ducati |
| 15 september | Hockenheim     | Doug Polen       | Ducati | Raymond Roche    | Ducati |
| 29 september | Magny-Cours    | Doug Polen       | Ducati | Doug Polen       | Ducati |
| 6 oktober    | Mugello        | Doug Polen       | Ducati | Raymond Roche    | Ducati |
| 19 oktober   | Phillip Island | Kevin Magee      | Yamaha | Doug Polen       | Ducati |

### Slutställning
| Plats | Förare            | Märke    | Poäng |
| ----- | ----------------- | -------- | ----- |
| 1     | Doug Polen        | Ducati   | 432   |
| 2     | Raymond Roche     | Ducati   | 282   |
| 3     | Rob Phillis       | Kawasaki | 267   |
| 4     | Stéphane Mertens  | Ducati   | 217   |
| 5     | Fabrizio Pirovano | Yamaha   | 195   |
| 6     | Terry Rymer       | Yamaha   | 162   |
| 7     | Carl Fogarty      | Honda    | 146   |
| 8     | Fred Merkel       | Honda    | 124   |
| 9     | Giancarlo Falappa | Ducati   | 113   |
| 10    | Davide Tardozzi   | Ducati   | 108   |